# 天钩增一
天龍座66（天钩增一），又名BD+61 1970，HD 191277、SAO 18700、HR 7701，是天龍座的一颗恒星，视星等为5.39，位于銀經95.39，銀緯15.65，其B1900.0坐标为赤經20h 3m 57.4s，赤緯+61° 15.65′ 18″。